# Tappenosaurus magnus
Tappenosaurus magnus — вид терапсид підряду Диноцефали (Dinocephalia), що мешкав у кінці пермі. Американські палеонтологи Еверетт С. Олсон та Джеймс Бербовер описали рід в 1953 на основі трьох зразків, які були знайдені у формуванні Сан-Анджело у Техасі . 

## Назва
Він був названий на честь доктора Нейла Таппена, який був учасником польових розкопок та знайшов голотип в 1951 році. 

## Опис
Перший зразок (голотип) являє собою фрагмент скелета в тому числі задню частини черепа, шматки зубів та ребер, хребців, кінці обох плечових кісток і частини стегна. Другий примірник включає шийні хребці, ребра, і scapulocoracoid. Третій зразок представлений тільки ребрами. Ці тварини сягали 18 футів (5,5 м) завдовжки. 